# Angelique Widjaja
Angelique Widjaja (en chino: 黄 依林) (nació el 12 de diciembre de 1984) es una extenista indonesia. Ella ganó el Campeonato Junior en Wimbledon en 2001, derrotando a Dinara Safina.
Se retiró del circuito profesional en 2008.

## Títulos WTA

### Individual (2)
| Leyenda               |
| --------------------- |
| Grand Slam (0)        |
| WTA Championships (0) |
| Tier I (0)            |
| Tier II (0)           |
| Tier III (1)          |
| Tier IV & V (1)       |

| N.º | Fecha                    | Torneo  | Superficie | Oponentes        | Resultado      |
| --- | ------------------------ | ------- | ---------- | ---------------- | -------------- |
| 1.  | 30 de septiembre de 2001 | Bali    | Dura       | Joannette Kruger | 7–6(2), 7–6(4) |
| 2.  | 10 de noviembre de 2002  | Pattaya | Dura       | Yoon-jeong Cho   | 6–2, 6–4       |

### Dobles (2)
| Leyenda               |
| --------------------- |
| Grand Slam (0)        |
| WTA Championships (0) |
| Tier I (0)            |
| Tier II (0)           |
| Tier III (2)          |
| Tier IV & V (0)       |

| N.º | Fecha                   | Torneos | Superficie    | Pareja             | Oponentes                     | Resultado     |
| --- | ----------------------- | ------- | ------------- | ------------------ | ----------------------------- | ------------- |
| 1.  | 29 de abril de 2002     | Bol     | Tierra batida | Tathiana Garbin    | Elena Bovina Henrieta Nagyová | 7–5, 3–6, 6–4 |
| 2.  | 8 de septiembre de 2003 | Bali    | Dura          | María Vento-Kabchi | Nicole Pratt Émilie Loit      | 7–5, 6–2      |

#### Finalista (4)
| N.º | Fecha                  | Torneos | Superficie    | Pareja             | Oponentes                               | Resultado     |
| --- | ---------------------- | ------- | ------------- | ------------------ | --------------------------------------- | ------------- |
| 1.  | 10 de febrero de 2003  | Catar   | Dura          | María Vento-Kabchi | Wynne Prakusya Janet Lee                | 1–6, 3–6      |
| 2.  | 19 de mayo de 2003     | Madrid  | Tierra batida | Rita Grande        | Liezel Huber Jill Craybas               | 4–6, 6–7(6)   |
| 3.  | 11 de agosto de 2003   | Canadá  | Dura          | María Vento-Kabchi | Martina Navratilova Svetlana Kuznetsova | 6–3, 1–6, 1–6 |
| 4.  | 3 de noviembre de 2003 | Pattaya | Dura          | Wynne Prakusya     | Sun Tiantian Li Ting                    | 4–6, 3–6      |